# Luis Echeverría Álvarez
Luis Echeverría Álvarez (Mexikóváros, 1922. január 17. – Cuernavaca, Morelos, 2022. július 8.) mexikói jogász, akadémikus és politikus, Mexikó 57. elnöke 1970 és 1976 között, ezt megelőzően 1963 és 1969 között belügyminiszter.

## Élete
1922. január 17-én született Mexikóvárosban Rodolfo Echeverría és Catalina Álvarez gyermekeként. 1947-től a Mexikói Autonóm Nemzeti Egyetemen politológiát és alkotmányjogot tanított. Fokozatosan emelkedett felfele Intézményes Forradalmi Párt ranglétráján, végül Rodolfo Sánchez Taboada pártelnök magántitkára lett.
Adolfo López Mateos elnöksége alatt belügyminiszter-helyettes volt. Ekkor a belügyminiszteri tisztséget Gustavo Díaz Ordaz töltötte be, aki 1963 novemberében lemondott, hogy pártjának elnökjelöltje lehessen a következő évben esedékes választásokon. Helyére Echeverría-t nevezték ki.
Az 1968-as tüntetések kapcsán a keményvonalas álláspontot képviselte. Október 2-án Mexikóváros Tlatelolco nevű városrészében a Mexikói Fegyveres Erők tüzet nyitottak fegyvertelen civilek egy csoportjára, akik a közelgő 1968. évi nyári olimpiai játékok ellen tiltakoztak.
1969. november 8-án Gustavo Díaz Ordaz hivatalosan bejelentette, hogy a következő évben esedékes választásokon elnökjelöltként őt indítja maga helyett. Bár Echeverría keményvonalasnak számított Díaz Ordaz kormányában, s felelősnek tartották a tlatelolcói mészárlásért, igyekezett ezt elfeledtetni az emberekkel.
Az 1976-os választásokra Echeverría José López Portillót, akkori pénzügyminiszterét jelölte utódjának, aki gyakorlatilag ellenfél nélkül indult, s győzelmet aratott.
Luis Echeverría Álvarez 2022. július 8-án hunyt el cuernavacai otthonában. Földi maradványait elhamvasztották.

## Magánélet
1945. január 2-án vette feleségül María Esther Zunót. Összesen nyolc gyermekük született. Egyik fiuk, Álvaro Echeverría Zuno közgazdász, 2020. május 19-én, 71 éves korában öngyilkos lett.